# ديفيد فوكس (عالم حاسوب)
ديفيد فوكس (بالإنجليزية: David Fox)‏ هو عالم حاسوب أمريكي، ولد في 30 ديسمبر 1950 في سان فرانسيسكو في الولايات المتحدة.

## وصلات خارجية
- دايفيد فوكس على موقع IMDb (الإنجليزية)